# آسک، آکرشوس
آسک (به لاتین: Ask) یک منطقهٔ مسکونی در نروژ است که در گجدروم واقع شده‌است. طبق اطلاعات عمومی، آسک شامل یک مرکز اجتماعات، مدارس، کودکستان‌ها، مرکز آموزش، مغازه‌ها، میخانه، رستوران‌ها و هتل است. تا سال ۲۰۲۰ جمعیت آسک ۶٬۸۹۰ نفر است.